# Hrîhorivka, Veselînove
Hrîhorivka (în ucraineană Григорівка) este un sat în comuna Podillea din raionul Veselînove, regiunea Mîkolaiiv, Ucraina.

## Demografie
Componența lingvistică a localității Hrîhorivka
     Ucraineană (90,24%)
     Română (4,27%)
     Rusă (3,05%)
     Alte limbi (0,61%)
Conform recensământului din 2001, majoritatea populației localității Hrîhorivka era vorbitoare de ucraineană (90,24%), existând în minoritate și vorbitori de română (4,27%), rusă (3,05%) și găgăuză (1,22%).